# Bór (województwo pomorskie)
Bór (dodatkowa nazwa w j. kaszub. Bór) – wieś w Polsce, położona, w województwie pomorskim, w powiecie kartuskim, w gminie Sierakowice.
Miejscowość leży na Pojezierzu Kaszubskim, na obszarze Kaszubskiego Parku Krajobrazowego i kompleksu leśnego Lasów Mirachowskich, na szlaku turystycznym Wzgórz Szymbarskich. W
chodzi w skład sołectwa Bącka Huta. W bezpośrednim sąsiedztwie wsi znajduje się rezerwat przyrody Staniszewskie Błoto, a dalej na wschodzie rezerwat Leśne Oczko. 
W latach 1975–1998 Bór administracyjnie należał do województwa gdańskiego.
Przed 2023 r. miejscowość była częścią wsi Szopa.
Przed 1920 miejscowość nosiła nazwę niemiecką Borr.